# 大分県立二豊学園
大分県立二豊学園（おおいたけんりつにほうがくえん）は、大分県大分市にある児童自立支援施設である。

## 概説
家庭や学校で適応できない児童（18歳未満）を受け入れ、個々の児童の状況に応じて必要な指導を行い、児童の健全な人格形成と自立を支援する施設である。

## 所在地
- 大分県大分市大字端登5

## 沿革
2012年（平成24年）4月に、本学園内に大分市立竹中中学校二豊学園分校、及び、大分市立竹中小学校二豊学園分教室が開設されている。また、2014年（平成26年）8月には、児童自立支援施設の軟式野球の全国大会で、二豊学園が1961年（昭和36年）以来の53年ぶり2度目の全国優勝を果たしている。

### 年表
- 1908年（明治41年）10月 - 浄土真宗西本願寺派の寺院団体が組織した慈善奉公会により、代用感化院循誘（じゅんゆう）学館として鶴崎町に開館[7][8]。
- 1913年（大正2年）4月 - 大分市上野に移転。
- 1935年（昭和10年）10月 - 大分少年教護院に改称。
- 1937年（昭和12年）4月 - 大分県に移管され、大分県立少年教護院となる。
- 1942年（昭和17年）4月 - 大分県立二豊学園に改称。
- 1961年（昭和36年）5月 - 鶴崎市（現大分市）小池原に移転。
- 1973年（昭和48年）8月 - 現在地に移転。
- 2008年（平成20年）3月 - 寮舎3棟を改築。
- 2011年（平成23年）1月 - 本館を改築。
- 2012年（平成24年）4月 - 大分市立竹中中学校二豊学園分校及び大分市立竹中小学校二豊学園分教室開設。

## 交通
- JR九州豊肥本線竹中駅より徒歩10分[9]。